# نیوهبریدز
نیوهبریدز (به فرانسوی: Condominium des Nouvelles-Hébrides) یک مجمع‌الجزایر در اقیانوس آرام است که مستعمره فرانسه و بریتانیا بود و از روی مجمع‏‌الجزایز هبرید اسکاتلند نامگذاری شده بود. این جزایر اکنون تشکیل دهنده کشور وانواتو است.